# Poddębice
Poddębice là một thị trấn thuộc huyện Poddębicki, tỉnh Łódźkie ở trung tâm Ba Lan. Thị trấn có diện tích 6 km². Đến ngày 1 tháng 1 năm 2011, dân số của thị trấn là 7781 người và mật độ 1326 người/km².